# Josef Neubauer
Josef Neubauer (* 1931 oder 1932 im Burgenland; † 24. Mai 2020 in Villach) war ein österreichischer Politiker (SPÖ). Von 1989 bis 1990 war er Erster Vizebürgermeister der Stadt Villach.

## Biographie
Josef Neubauer entstammte einer Bauernfamilie aus dem Burgenland, sein Vater starb im Zweiten Weltkrieg. Er absolvierte in Wien eine Ausbildung zum Volksschullehrer, übersiedelte jedoch bald nach Villach. Dort unterrichtete er an der Berufsschule und stieg zu deren Direktor auf. Schon als junger Lehrer schloss er sich dem Sozialdemokratischen Lehrerbund an.
Neubauers kommunalpolitisches Engagement begann im Jahr 1965, als er Ersatzmitglied des Gemeinderates wurde. In den folgenden Jahrzehnten war er über mehrere Wahlperioden Mitglied des Gemeinderates und Stadtsenates. Zu seinen Agenden gehörten im Lauf der Zeit das Congress Center Villach, das Feuerwehrwesen, die Märkte, Kultur sowie Sport und Freizeitstätten. Als Höhepunkt seiner politischen Laufbahn hatte er von 19. Mai 1989 bis 29. November 1990 das Amt des Ersten Vizebürgermeisters unter Helmut Manzenreiter inne.
Privat war Josef Neubauer verheiratet und Vater zweier Söhne. Er war Mitglied zahlreicher Vereine, insbesondere aus den Bereichen des Feuerwehrwesens und Sports – unter anderem war er langjähriger Unterstützer des Eishockeyvereins EC VSV und Hauptlöschmeister der Freiwillige Feuerwehr Möltschach.  In Anerkennung seines kommunalpolitischen Engagements überreichte die Stadt Villach Josef Neubauer unter anderem das Ehrenzeichen der Stadt.